# Bloqueig econòmic dels Estats Units a Cuba
El bloqueig econòmic dels Estats Units a Cuba fa referència a una sèrie de disposicions legals que estableixen la prohibició que les empreses dels Estats Units d'Amèrica (EUA) comercialitzin amb la República de Cuba. És l'embargament comercial més durador de la història contemporània.

## Descripció

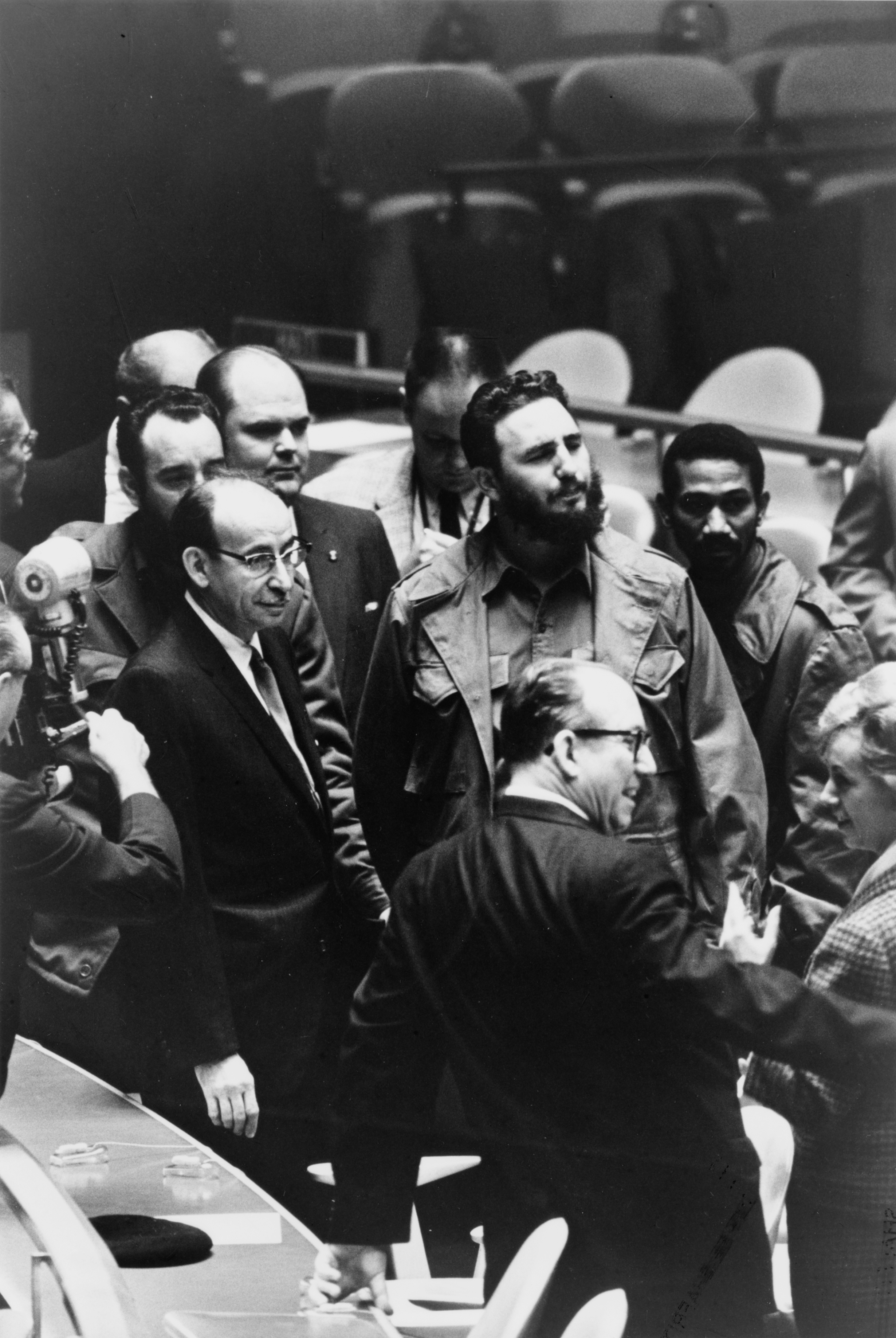
Fidel Castro en una reunió de l'Assemblea General de l'ONU el 1960

El 19 d'octubre de 1960, gairebé dos anys després que la Revolució Cubana aconseguís la deposició del règim de Fulgencio Batista, els EUA van sancionar les exportacions a Cuba, excepte les d'aliments i medicaments, després que es nacionalitzessin les refineries de petroli de propietat estatunidenca sense compensació. El 7 de febrer de 1962, John F. Kennedy va ampliar l'embargament per a incloure-hi qualsevol exportació a fi de «provocar la fam, la desesperació i l'enderrocament del Govern». Des de llavors, l'Assemblea General de les Nacions Unides ha aprovat una resolució cada any des de 1992 que exigeix la fi del bloqueig econòmic, essent els EUA i l'Estat d'Israel els únics països que han votat permanentment en contra de les resolucions.
L'embargament s'aplica principalment a través de la Llei de comerç amb l'enemic de 1917, la Llei d'assistència estrangera de 1961, el Reglament de control d'actius cubans de 1963, la Llei de democràcia cubana de 1992 i la Llei Helms-Burton de 1996.
William M. LeoGrande va resumir el bloqueig econòmic contra Cuba com «el règim de sancions econòmiques més antic i complet dels EUA contra qualsevol país del món» imposat fa més de mig segle. Segons LeoGrande, «l'embargament mai no ha estat efectiu per assolir el seu principal objectiu: forçar el règim revolucionari cubà a doblegar-lo a la voluntat de Washington».

El govern cubà acusa sovint al bloqueig econòmic dels problemes d'abastiment de l'illa. Per la seva part, els EUA han amenaçat d'aturar l'ajuda financera d'aquells països que comercialitzin amb Cuba. Els intents dels EUA de fer-ho han estat condemnats explícitament per l'Assemblea General de les Nacions Unides com una mesura extraterritorial que contravé «la igualtat sobirana, la no intervenció en els afers interns i la llibertat de comerç i navegació com a primordials per a la gestió dels afers internacionals».

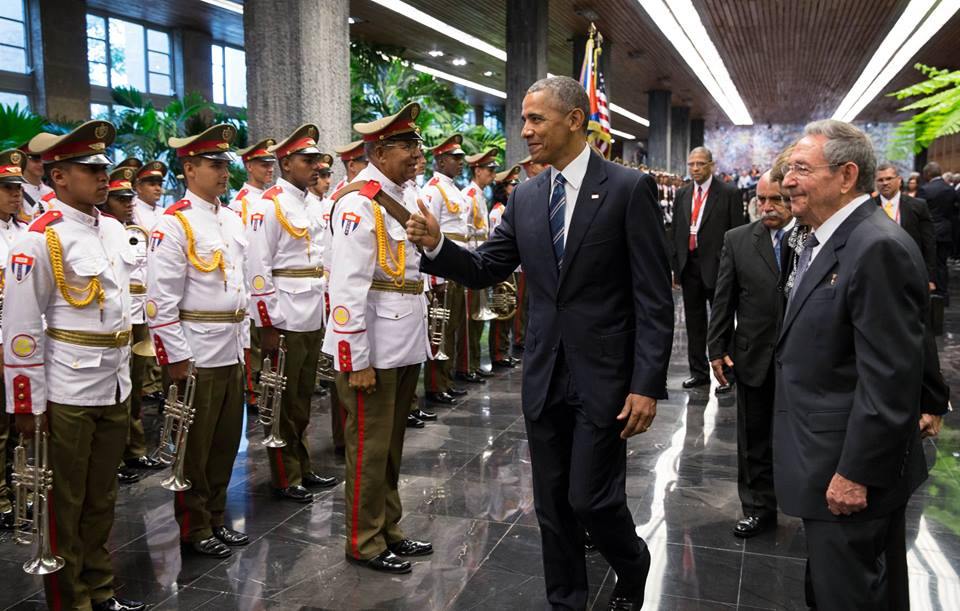
Barack Obama i Raul Castro al Palau de la Revolució de l'Havana el 2016

Malgrat l'existència de l'embargament, Cuba realitza comerç internacional amb molts països, inclosos alguns aliats dels EUA. Tanmateix, les empreses amb seu als EUA i les empreses que fan negocis amb els EUA que comercialitzen amb Cuba ho fan a risc de ser sancionats pels EUA. Cuba és membre de l'Organització Mundial del Comerç des de 1995. La Unió Europea és el principal soci comercial de Cuba i els EUA són el cinquè exportador a Cuba amb el 6,6% de les importacions cubanes. El govern cubà, però, ha de pagar en efectiu totes les importacions d'aliments dels EUA, ja que no es permet el crèdit.
Organitzacions de drets humans com Amnistia Internacional, Human Rights Watch, i la Comissió Interamericana de Drets Humans s'han manifestat en contra del bloqueig econòmic.
De la revolució al bloqueig
Les primeres tensions
El 1959, la Revolució Cubana liderada per Fidel Castro va posar fi a la dictadura de Fulgencio Batista, marcant l'inici d'un procés de transformació econòmica, política i social que incloïa mesures com la reforma agrària i la nacionalització d'empreses estrangeres. A principis de la dècada de 1960, el mercat del petroli cubà estava dominat per Texaco, Esso i Shell, que controlaven el 100% de les importacions de combustible. El 17 de maig de 1960, el Banc Nacional de Cuba va notificar aquestes empreses que haurien de refinar petroli soviètic, més assequible que el nord-americà. Quan les empreses es van negar a complir, el govern cubà va expropiar les seves refineries el 29 de juny de 1960.
El juliol de 1960, l'administració de Dwight D. Eisenhower va respondre reduint la quota sucrera assignada a Cuba en un 95% i eliminant 700.000 tones de les importacions previstes per aquell any. Aquesta mesura representava una pèrdua de 87 milions de dòlars per a l'illa, on el sucre constituïa el 80% de les exportacions.
Els Estats Units van donar suport a la fundació de grups anticastristes i van organitzar plans per derrocar el govern revolucionari. Així, es va gestar el Pla d'Invasió a Bahía de Cochinos, que culminaria en un fracàs militar l'abril de 1961. Aquests esdeveniments van consolidar l'aliança entre Cuba i l'URSS, que va començar a subministrar petroli i a comprar el sucre cubà, substituint el mercat nord-americà.
La invasió de Bahía de Cochinos
La invasió de Bahía de Cochinos, també coneguda com a Operació Pluto, va tenir lloc entre el 15 i el 19 d'abril de 1961. Aquest intent d'enderrocar el govern revolucionari cubà es va planificar sota l'administració de Dwight D. Eisenhower, però va ser implementat per John F. Kennedy poc després d'accedir a la presidència el gener del mateix any. El pla comptava amb la participació de la CIA i exiliats cubans organitzats en la Brigada 2506, que incloïa 1.400 combatents entrenats a Guatemala i Nicaragua.
El pla inicial proposava un desembarcament a la ciutat de Trinidad, però aquest es va descartar per la seva proximitat a zones amb forta presència revolucionària. Finalment, es va optar per Playa Girón, a la Bahía de Cochinos, un lloc aïllat però amb accés limitat per terra, cosa que acabaria jugant en contra dels invasors.
El 15 d'abril, l'operació va començar amb bombardejos aeris sobre aeroports cubans amb l'objectiu de destruir la força aèria revolucionària. Aquesta primera acció va fracassar parcialment, ja que una gran part dels avions cubans van sobreviure als atacs. Al mateix temps, els serveis de seguretat cubans van dur a terme arrestos massius d'opositors polítics a l'interior del país, anticipant possibles aliances amb els invasors.
El desembarcament va tenir lloc la matinada del 17 d'abril a Playa Girón i Playa Larga. Malgrat els primers avenços, la Brigada 2506 es va trobar amb una resistència feroç. Les forces cubanes, dirigides pel mateix Fidel Castro, van mobilitzar 15.000 soldats, tancs T-34 i avions que van bombardejar els subministraments i els reforços dels invasorsgons l'article publicat a Catarsi sobre els esdeveniments de Playa Girón, "la victòria cubana va ser no només militar sinó també simbòlica, representant la capacitat del poble cubà d'enfrontar-se a l'imperialisme" . Aqueació es va traduir en la rendició dels invasors el 19 d'abril, després de 72 hores de combats. L'absència de suport aeri nord-americà, decisió presa per Kennedy per evitar implicacions directes, va ser determinant en el fracàs.
Estats Units a Playa Girón va tenir conseqüències profundes. Per una banda, va consolidar el lideratge de Fidel Castro i va marcar l'inici formal de la República Socialista de Cuba l'1 de maig de 1961. Per altra banda, va intensificar la política hostil nord-americana, que es traduiria en la implementació oficial del bloqueig econòmic i en operacions com la Mangosta. També va reforçar l'aliança de Cuba amb la Unió Soviètica, que passaria a ser el seu principal aliat estratègic.
Oficialització del bloqueig
Proclamació formal
El 7 de febrer de 1962, el president John F. Kennedy va oficialitzar el bloqueig a través de l'Ordre Executiva 3447, emparant-se en la Llei d'Ajuda Externa de 1961. Aquesta mesura va incloure la prohibició total d'importacions cubanes als Estats Units i de productes nord-americans a l'illa, excepte aliments i medicaments essencials.
Exclusió de Cuba de l'OEA
Entre el 22 i el 31 de gener de 1962, durant la VIII Reunió de Consulta de Ministres d'Afers Exteriors a Punta del Este, Uruguai, l'Organització d'Estats Americans (OEA) va suspendre la participació de Cuba. Aquest fet es basava en la Declaració de San José, que considerava el comunisme incompatible amb el sistema interamericà. Tot i que l'OEA no podia formalment expulsar un estat membre, es va instar els governs americans a cessar el comerç amb l'illa, especialment de materials estratègics com armes i municions.
Expansió i consolidació durant la Guerra Freda
L'Operació Mangosta
L'Operació Mangosta, llançada el novembre de 1961, fou una campanya clandestina dirigida per la CIA amb l'objectiu d'enderrocar el govern de Castro. Les seves accions incloïen sabotatges econòmics, espionatge i intents d'assassinat contra líders cubans. Entre 1961 i 1962, la CIA va realitzar més de 5.000 operacions encobertes a l'illa, afectant infraestructures clau com fàbriques, camps de sucre i subministraments d'aigua.
Crisi dels míssils
La Crisi dels Míssils del 1962 va sorgir arran de la instal·lació de míssils soviètics a Cuba, en resposta a l'amenaça del bloqueig i als plans d'invasió dels Estats Units. Tot i que l'acord entre Kennedy i Khrusxov va evitar una confrontació nuclear, el bloqueig econòmic i comercial va continuar com una eina de pressió geopolítica. Aquest episodi va consolidar l'aliança entre Cuba i la Unió Soviètica, que es convertí en el principal suport econòmic de l'illa durant les dècades següents.
Persistència del bloqueig i impactes
Evolució internacional
Des de 1962, el bloqueig ha evolucionat a través de mesures com la Cuban Democracy Act (1992) i la Helms-Burton Act (1996), que van ampliar les restriccions comercials i van imposar sancions a empreses de tercers països que comerciaven amb Cuba. Alhora, la comunitat internacional, especialment l'Assemblea General de l'ONU, ha condemnat repetidament el bloqueig des de 1992, amb el suport de més de 180 països en les darreres resolucions.
Repercussions internes
El bloqueig ha impactat sectors clau de l'economia cubana, incloent la sanitat, l'alimentació i el desenvolupament industrial. Segons estimacions oficials cubanes, els danys acumulats per aquesta política superen els 130.000 milions de dòlars. Malgrat aquestes dificultats, Cuba ha utilitzat el bloqueig com a unificador nacional i ha desenvolupat polítiques de cooperació internacional, com l'enviament de brigades mèdiques a altres països.